# 普拉纳陨石坑
普拉纳陨石坑（Bürg）是月球正面位于死湖南侧边沿的一座古老大撞击坑，约形成于39.2-38.5亿年前的酒海纪，其名称取自意大利天文学家暨数学家乔瓦尼·普拉纳男爵（Giovanni Plana，1781年-1864年），1935年被国际天文学联合会批准接受。

## 描述

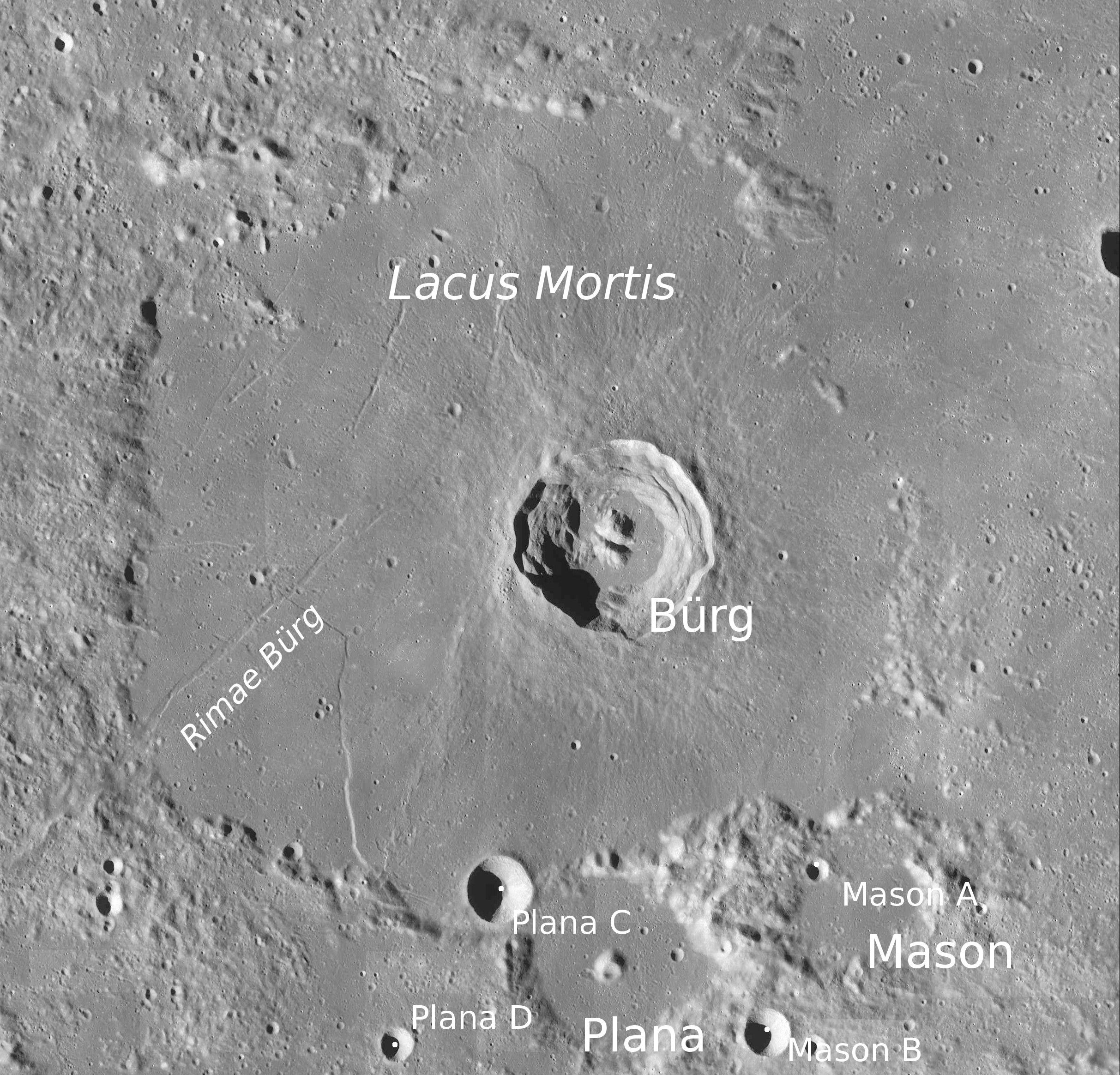
普拉纳陨石坑的周边， 月球勘测轨道飞行器拍摄。

该陨坑坐落在北面的死湖与南面更大的梦湖间的分界区上，东侧通过一片不长的崎岖高地与梅森环形山相连接，北面正对着死湖中的比格陨石坑，较小的格罗夫陨石坑位于它的东南偏东侧，而它的西北则蜿蜒着长约100公里的比格月溪。该陨坑中心月面坐标为42°15′N 28°13′W / 42.25°N 28.22°W，直径42.97公里，深度约2.24公里。
普拉纳陨石坑已被后续的撞击严重侵蚀和磨损，其坑壁已变成一圈破裂、纤薄的嶙峋峰壁和山脊。沿东北壁分布有数道狭窄的裂口、西北侧则切入了一座圆形的小陨坑，它的西南段坑壁几乎已被磨平，而东南段则呈现锯齿般的双层壁。残存的坑壁最大高出周边地形1060米，内部容积约1410立方千米。该陨坑坑内已被幽暗的玄武岩熔岩淹没，表面较为平坦，一座由斜长岩（A）和含85-90%斜长石的辉长-苏长-橄长斜长岩(GNTA1)构成的中央峰圆顶突出在中心处地表之上，靠东侧内壁散布有几处细小的撞击坑穴。
该陨坑东北侧连接在介于它与梅森环形山之间，一处带有多道山脊的山区地形上，据推测该区域地形起因于火山活动。

## 卫星陨石坑
按惯例，最靠近普拉纳陨石坑的卫星坑将在月图上以字母标注在它的中心点旁边。
| 普拉纳 | 纬度    | 经度    | 直径    |
| ------ | ------- | ------- | ------- |
| C      | 42.7° N | 27.1° E | 14 公里 |
| D      | 41.7° N | 26.2° E | 7 公里  |
| E      | 40.5° N | 23.6° E | 6 公里  |
| F      | 39.8° N | 24.0° E | 5 公里  |
| G      | 39.1° N | 22.9° E | 9 公里  |

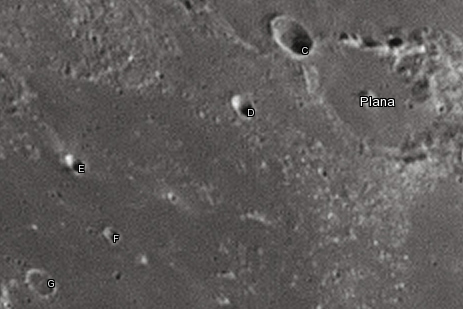
卫星坑图

国际月球协会曾提议将卫星坑“普拉纳 G”更名为“德拉陨石坑”（或“纳尔逊·曼德拉国际和平坑”），以纪念南非前总统、1993年诺贝尔和平奖获得者——纳尔逊·曼德拉，但未获国际天文学联合会批准。

## 另请参阅
- Andersson, L. E.; Whitaker, E. A. . NASA RP-1097. 1982.
- Blue, Jennifer. . USGS. July 25, 2007  [2007-08-05]. （原始内容存档于2015-05-26）.
- Bussey, B.; Spudis, P. . New York: Cambridge University Press. 2004. ISBN 978-0-521-81528-4.
- Cocks, Elijah E.; Cocks, Josiah C. . Tudor Publishers. 1995. ISBN 978-0-936389-27-1.
- McDowell, Jonathan. . Jonathan's Space Report. July 15, 2007  [2007-10-24]. （原始内容存档于2015-01-12）.
- Menzel, D. H.; Minnaert, M.; Levin, B.; Dollfus, A.; Bell, B. . Space Science Reviews. 1971, 12 (2): 136–186. Bibcode:1971SSRv...12..136M. doi:10.1007/BF00171763.
- Moore, Patrick. . Sterling Publishing Co. 2001. ISBN 978-0-304-35469-6.
- Price, Fred W. . Cambridge University Press. 1988. ISBN 978-0-521-33500-3.
- Rükl, Antonín. . Kalmbach Books. 1990. ISBN 978-0-913135-17-4.
- Webb, Rev. T. W.  6th revised. Dover. 1962. ISBN 978-0-486-20917-3.
- Whitaker, Ewen A. . Cambridge University Press. 1999. ISBN 978-0-521-62248-6.
- Wlasuk, Peter T. . Springer. 2000. ISBN 978-1-85233-193-1.